# 네페르카호르

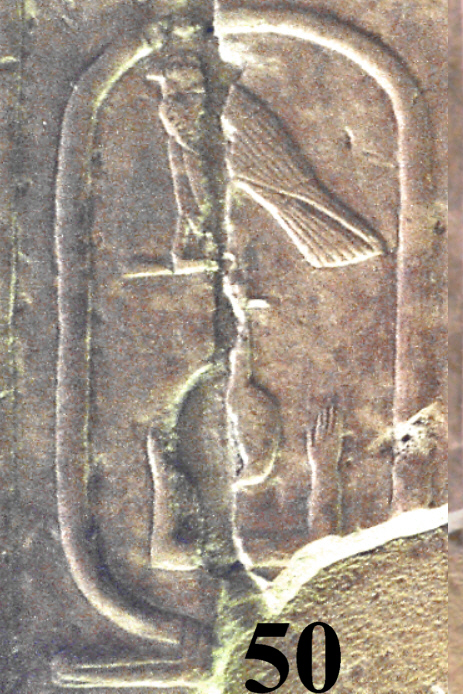

네페르카호르는 이집트 제1중간기의 파라오로, '호루스의 영혼은 아름답다'라는 뜻이다. 아비도스 왕 목록에만 등장한다.
| 전임 네페르카레 테레루 ? | 이집트 제7왕조의 파라오 ? | 후임 네페르카레 페피세네브 ? |